# Pijiguaia albina
Pijiguaia albina is een hooiwagen uit de familie Zalmoxioidae.